# 1511 Daléra
1511 Daléra là một tiểu hành tinh vành đai chính với chu kỳ quỹ đạo là 1322.3803508 ngày (3.62 năm).
Nó được phát hiện 22 tháng 3 năm 1939.